# Нігин
Ні́гин (до середини XVIII ст.— Нігин-Буда) — село в Україні, у Гуменецькій сільській територіальній громаді Кам'янець-Подільського району Хмельницької області.

## Назва
Вперше село згадується під польською назвою Nichinia. Слово Nichinia співзвучне зі словом ніша, нора, печера-буда, що пізніше дало назву Нігин-Буда, як пізніше записано в документах 1560 року.

## Географія
Село Нігин розташоване за 90 км від обласного центру та 19 км від районного центру. Висота над рівнем моря: 246 м. Територія села становить 2,45 км², з них 110,24 га — площа забудованих земель, 431 двір налічується у селі. Протяжність проїздів, вулиць, набережних — 23,5 км.

### Клімат
Нігин знаходиться в межах вологого континентального клімату із теплим літом. Але діяльність людини досить часто призводить до екоциду, поганих змін та глобального потепління. Рівень наповнення річок водою по області становить лише 20 % від необхідного стандарту, значна частина земної поверхні стає посушливою. Для покращення ситуації варто було б проводити ревайлдинг, відновлювати екосистеми та лісові насадження.

## Археологічні відомості
Перші люди на цій території жили з давніх часів, про що свідчать знахідки діб палеоліту, неоліту, трипільської культури. Також знайдені знаряддя праці і предмети побуту: серп, сокира-барда, ткацьке приладдя, ярмо, капшук з кресалом, рубель, дерев'яні і глиняні ковші-двійнята.

## Історія

### Перша згадка
Перша документальна згадка про Нігин, як про поселення, що належало Кам'янецькому римо-католицькому єпископату (біскупії) датується 1530 роком. 1537 року в селі налічувалося шість великих дворищ, що мали близько 130 десятин польової землі. До 1578 року площа польової землі збільшилась втричі, кількість населення зросла у 4—5 разів. В останній чверті XVI ст. в Нігині було 17 господарств, кожне з яких мало повний лановий наділ. Селяни відробляли на користь епіскопа 2—3 дні на тиждень панщини, шарваркові і сторожові дні, а також віддавали йому десяту частину пряжі, меду, яєць, птиці. Крім тяглих господарств, було 6 городників, 3 комірники, 7 вуглярів та ремісник.

### XVI—XIX століття
У XVI—XVII століттях Нігин, як і інші села Поділля зазнали неодноразових спустошливих нападів татар. Це паралізувало його господарську діяльність, уповільнювало приріст населення. Про один з таких нападів розповідається в переказі, записаному київською археологічною експедицією, яка 1883 року досліджувала відомі Нігинські печери. Кожного разу, коли до Нігина і сусідніх сіл Залуччя і Черча надходили звістки про наближення татар, жителі збирали своє майно, дітей, старих та з допомогою високої драбини піднімалися до печери. Іноді їм доводилося жити тут тривалий час, і у печері нерідко влаштовувалися сватання та весілля. За переказом, під час одного весілля наречена таємно вийшла з печери, щоб принести хрещатого барвінку для вінка, але її помітили татари. Кілька вершників кинулися до дівчини, схопили і примусили сказати, де сховалися жителі села. Дізнавшись про схованку, татари проникли туди, закидали вузький прохід у печеру хмизом і підпалили його. Ні плач дітей, ні благання дорослих ніщо не допомогло. Всі, хто був у печері, загинули.
1795 року цариця Катерина II подарувала село сестрам: Александрі — дружині великого коронного гетьмана, графа Францішека Ксаверія Браницького, та Літт (до шлюбу Енгельгардт). Пізніше її дочка продала маєток і 287 кріпаків Сарнецьким, які володіли ним до 1895 року.
На початку XIX століття власник Нігина, використовуючи місцеві природні ресурси та працю селян-кріпаків, відкриває у своєму маєтку невеликі промислові підприємства — гуральню, броварню, тартак (лісопильню), цегельний завод, запроваджує гончарне виробництво, відновляє випалювання деревного вугілля.
Зменшувалася кількість дворів, що користувалися повним наділом землі, та збільшувалося число піших дворів, городників. У 1845 році з 98 кріпацьких господарств Нігина лише 37 мали повний польовий наділ (7,4 десятини), 52 двори користувалися половиною наділу, а 9 — лише присадибними ділянками. Чотири бобилі, що не мали землі і свого господарства, тулилися у родичів або в заможних господарів. З своїх наділів землі кріпаки збирали низькі врожаї — по сам-4, сам-5 (35—45 пудів з десятини).
Тяглі і піші господарства відбували по три дні панщини влітку і по два дні взимку, 12 згінних (літніх) і 12 шарваркових (будівельних) днів, несли нічну сторожу. Навіть ті селяни, що не користувались польовою землею, працювали на пана по два дні на тиждень влітку і по одному дню взимку. Для більшості селянських господарств була обов'язковою сплата грошового оброку (дарщизни). Тяглі двори платили пану по 1 крб. 80 коп., піші — по 60 коп. на рік сріблом.
Після запровадження у 1847—1848 роках так званих інвентарних правил за селянськими господарствами були закріплені ті ж наділи, якими вони користувалися й раніше. Панщина для чоловіків була зменшена з 145 днів на рік до 102, зате жінки зобов'язані були працювати в маєтку по одному дню на тиждень (до реформи вони відбували лише згінні дні, вирощували овочі на поміщицькому городі, виготовляли для панського двору пряжу). Крім того, кожне тягле і піше господарство мало відбувати на рік по 8 шарваркових днів та по 2 рази на місяць нести нічну сторожу.

За уставною грамотою у поміщика Сарнецького після реформи 1861 року залишилося близько 1050 десятин угідь, у тому числі 389 десятин лісу. Селяни одержали тільки 495 десятин орної землі. Ні лісу, ні сіножатей вони не мали. Пан позбавив наділів збіднілих і дворових селян. У скарзі, надісланій 24 квітня 1871 року подільському губернатору, житель Нігина В. І. Слободян писав: 
Ми, дворові, були переведені в будинок поміщика для різних робіт замість виконання звичайної повинності. Тепер, на наше нещастя, ми залишились без наділу і житла, тому самі не знаємо, що робити і куди дітись з дітьми. Нам особливо прикро, коли згадаємо, що наші кращі роки проведені у тяжкій праці в господарстві поміщика. До височайшого повеління про селян і після нього у нас була садиба чи орна земля, які мали бути залишені за нами, але зараз поміщик Сарнецький позбавив нас усього під приводом, що ми не записані до грамоти.
Губернські власті змушені були втрутитись і задовольнити деякі вимоги селян. Однак пан відмовився повернути ті ділянки землі, які належали кріпакам раніше. Він виділив їм малопридатні землі, що використовувалися під сіножаті.
Розмір земельного наділу, який закріплювався за селянським двором, залежав від майнового стану господарства. З 114 кріпацьких господарств Нігина, що користувалися польовою землею, лише 25 одержали повний наділ (по 7,4 десятини орної землі). 85 пішим дворам було відведено по 3,7 десятини, а за 4 городниками закріплено лише присадибні ділянки. За одержані землі нігинські селяни з 1864 року мали сплатити протягом 49 років 26,5 тис. карбованців.
«Положення» про реформу передбачало створення органів «селянського самоврядування», що були в повній залежності від поміщика і мали дуже обмежені функції. Нігинці здобули право проводити сільські сходи, які обирали сільського старосту і представників на волосний сход, розглядали питання про розподіл податків та повинностей, виносили постанови у справах про поділ родинного майна тощо.
У 1830-х роках XIX століття в селі засновано парафіяльну школу, яку відвідували діти службовців поштово-кінної станції та етапної в'язниці. У 1860-х роках деякий час працювала недільна школа грамоти, у 1887—1895 роках — школа для дівчаток, яка була згодом закрита за браком коштів. Майже 60 років парафіяльна школа розміщувалась у церковній сторожці і лише 1893 року на кошти громади для неї збудували приміщення. В школі працювало 2 вчителі, вчилося 70—80 дітей. Повний трирічний курс навчання закінчували лише 8—10 дітей заможних селян, решта залишала школу, ледве навчившись читати, писати та рахувати.

### XX століття
Наприкінці XIX — початку XX століття посилилося інтенсивне дроблення земельних наділів, яке було наслідком проникнення капіталістичних відносин і швидкого зростання населення села, призвело до створення значного прошарку безземельних і малоземельних селян.
1906 року з 278 селянських господарств 55 не мали польової землі, у 120 — наділ не перевищував одної десятини, 91 двір мав по 2—3 десятини і лише 12 господарств володіли 4—5 десятинами. На одного жителя села в середньому припадало по 0,43 десятини, а поміщик володів 792 десятинами кращих орних земель та 261 десятиною лісу.
Дрібними були наділи селян, та й ці клаптики землі вони не могли як слід обробити. Лише 128 господарств мали робочу худобу, 69 — плуги, 110 — рала, 96 — драпаки. В селі не було ні жаток, ні молотарок. При низькому рівні агротехніки і відсталій трипільній системі землеробства урожайність зернових протягом 1905—1913 рр. не перевищувала 60 пудів з десятини, а бідняцькі господарства збирали ще менше.
Частина нігинців займалася кустарними промислами. Десять господарств виробляли тканини, 8 — шевцювали, 4 — кравцювали, 17 — виконували столярні і теслярні роботи, 10 — виготовляли дрібні сільськогосподарські знаряддя.
Відсутність засобів до існування змушувала нігинців шукати заробітків на стороні. Частина селян виконувала сезонні роботи у господарстві поміщиці Іванової-Луценіної (нової власниці Нігинського маєтку), 32 господарства займалися візникуванням. Кожної весни десятки нігинських бідняків йшли у бессарабські степи, де чекала їх виснажлива праця в поміщицьких економіях. 14 селянських родин переселились у далекі оренбурзькі степи, а 27 жителів села подались за океан.

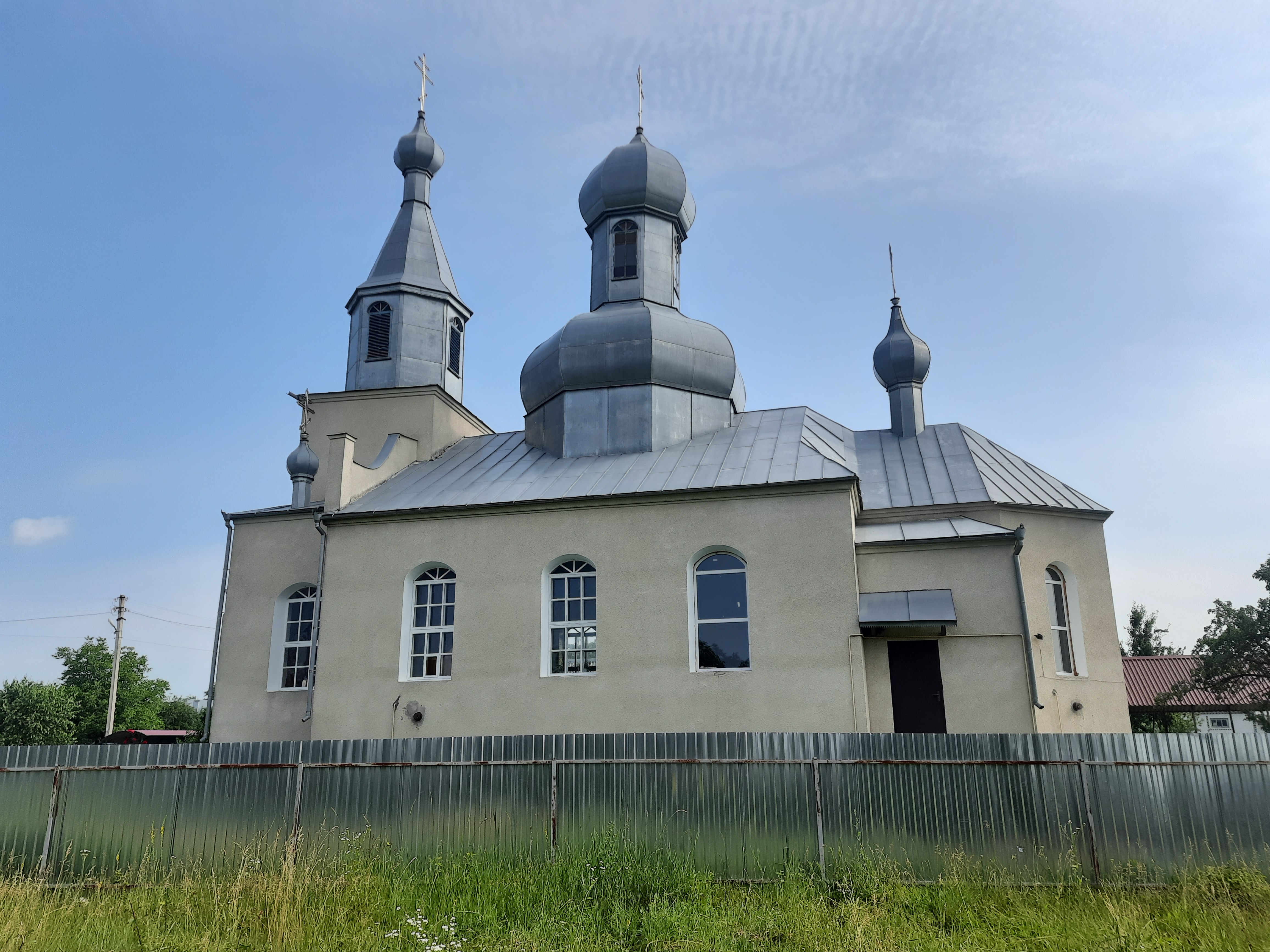
Церква Різдва Пресвятої Богородиці

Вздовж двох вулиць, що тяглися від шляху Кам'янець-Подільський —Проскурів до Товтрів, тулилися старенькі хати, часто з солом'яними стріхами. Біля шляху, з одного краю села височіла двоповерхова етапна в'язниця, на протилежному кінці — церква.
Нігин входив до Смотрицької фельдшерської дільниці, яку обслуговував лікар та фельдшер (колишній ротний санітар). Зазвичай, два медичні працівники не могли надати належної медичної допомоги жителям 23 населених пунктів, що входили до лікарняної дільниці.
У березні 1905 року селяни прогнали з поміщицького лісу стражників і почала рубати панський ліс. Влітку 1907 року в Нігинському маєтку відбувся страйк сільськогосподарських робітників: під час жнив жоден наймит не вийшов на панське поле. Страйк тривав понад місяць. Місцеві власті за активну участь у ньому заарештували і кинули до в'язниці 5 нігинських селян.
Нігинці у квітні 1917 року усунули від влади старосту та обрали сільський виконавчий комітет.
18 квітня (1 травня) 1917 року в Нігині вперше відбулася маніфестація жителів села, присвячена 1-му Травню.
Влітку селяни зажадали підвищення плати за роботу в Нігинському маєтку. Орендар Журавський розпорядився почати збирання хлібів жатками. Проте жінки не допустили робітників, що працювали на машинах. Орендар змушений був погодитися на збирання хліба за третій сноп.
Незабаром Журавський відмовився від оренди маєтку, і поміщиця передала нігинські землі в оренду власнику Маківського цукрового заводу. Але селяни запротестували проти такого рішення і на сільському сході оголосили землю громадською.
З лютого 1918 року село під владою Української держави Павла Скоропадського. Було призначено старосту, у травні тут з'явився загін державної варти. За опір властям було заарештовано прихильників більшовиків Тимчука і Рурського, а Гріншпуна розстріляно.
З листопада 1918 року село перебувало під владою Директорії, згодом розпочалася мобілізація молоді. У середині квітня 1919 року село захопили більшовики.
З початку червня 1919 року село знову під владою УНР, а в грудні сюди вдерлися польські інтервенти. В листопаді 1920 року село знову захоплено більшовиками.
1922 року в Нігині виникло сільськогосподарське кооперативне товариство «Добробут», а 1924 році — виробниче товариство «Прогрес», прокатний зерноочисний пункт. Сільськогосподарські об'єднання забезпечували селянські господарства сортовим насінням, проводили контрактацію цукрових буряків. Сільська Рада та КНС керували землевпорядкуванням, організували супрягу бідняцьких дворів.
У грудні 1920 року відкрита початкова школа, у якій навчалося 85 учнів, працювало 5 вчителів. 1922 року чотирирічну школу перетворено в семирічну; для організації виробничого навчання їй відведено 7,5 десятини землі.
Весною 1929 року 29 господарств об'єднано в сільськогосподарську артіль «Освіта». Вона мала 75 га землі, четверо коней, два вози, три плуги, шість борін. Восени до артілі приєднано ще 30 господарств, весною наступного року — 180, а в 1931 році колективізацію села в основному завершили. Колгосп мав 1300 га землі, 171 плуг, 302 борони і 249 коней. 1930 року головою правління призначено робітника з Луганська двадцятип'ятитисячника П. А. Шинка.
Колективізація викликала опір селян. Вони спалили господарства першого голови артілі Гаврищука, завгоспа Дорожа, більшовицького активіста Бучека та ін. Вбито організатора колгоспу «Освіта» Навроцького, якого Смотрицький райком партії направив у с. Малу Тернавку.
За ініціативи комсомольців у 1932 році методом народної будови споруджено клуб із залом на 150 місць. При клубі функціонували бібліотека, радіовузол, драматичний і музичний гуртки художньої самодіяльності.
Село постраждало внаслідок влаштованого комуністами Голодомору 1932—33 років. Зі дитячих спогадів мешканки села Надії Навроцької:
Тако скажу, я пам'ятаю голодомор. Тоді я вже була в 5 класі, але мене забрали з школи сапати бураки. Бо там давали 400 грам хліба і обід — борщ чи суп який і ще другу страву: чи мамалигу, чи кашу. То брат мій Мішка пас дома корову, а я пішла в ланку.

Зараз тілько людей коло ріки Смотрицкої ніколи нема, а тоді там люду було вічно набито, аж тісно — ввечері, рано і навіть в неділю. Ловили рибу, скойки і варили їх.
У 1936 році споруджено двоповерхове приміщення семирічної школи, через два роки відкрилася вечірня неповна середня школа, у якій здобували освіту 150 молодих колгоспників. 1940 року в Нігині навчалося 362 учні, працювало 15 учителів. Чимало випускників навчалось у вузах, технікумах, училищах республіки.
Поряд з фельдшерсько-акушерським пунктом у 1939 році спорудили пологовий будинок.
1940 року в колгоспі працювало 5 тракторів Смотрицької МТС, 5 сівалок і 4 жатки. В довоєнні роки збудовано дві стайні, три свинарники, корівник, силосну башту на 140 кубометрів зеленої маси. На цей час в колгоспі налічувалося 146 голів великої рогатої худоби, 238 коней, 156 свиней. У 1939—1940 роках колгосп був учасником Всесоюзної сільськогосподарської виставки.
До Нігина, залишеного радянськими військами 10 липня, 11 липня увійшли німецькі танки. 320 юнаків і дівчат вивезено на роботи до Німеччини.
Нігин зайнято СРСР в ході Проскурівсько-Чернівецької операції військами 1-го Українського фронту. 1 квітня 1944 року підрозділи 129-ї гвардійської стрілецької дивізії 18-ї армії у взаємодії з частинами 3-ї гвардійської танкової армії, якою командував генерал-полковник П. С. Рибалко, після короткого бою вибили німців з села.
151 селян загинули на фронтах, понад 130 чоловік нагороджено радянськими бойовими орденами і медалями.
У 1947 році з площі 813 га, засіяної озимими і ярими, зібрано пересічно по 12,3 цнт зерна з га. Порівняно високою була врожайність цукрових буряків — 227 цнт з га, а ланки П. Ф. Драгобецької і Г. М. Цисар виростили на кожному гектарі по 300—400 цнт солодких коренів.
У перші післявоєнні роки відчутним було відставання тваринництва. Не вистачало коштів на будівництво тваринницьких приміщень, худоба була погано забезпечена кормами. На фермах артілі налічувалося всього 84 голови великої рогатої худоби, 79 свиней, 81 вівця і 278 штук птиці. На початок 1952 року в господарстві налічувалося 264 голови великої рогатої худоби, 320 свиней, 207 овець.
1957 року артіль зібрала на кожному гектарі по 32 цнт зерна кукурудзи, 24,6 цнт ячменю, 349 цнт цукрових буряків, 168 цнт картоплі.
У жовтні 1959 року Нігинський колгосп об'єднався з артіллю сусіднього села Думанова. Новий колгосп дістав назву «Комуніст», за ним було закріплено 3,1 тис. га землі, у тому числі — 2,9 тис. га орної. В ньому працювало 6 агрономів, З зоотехніки, 4 ветеринарні працівники, 1 механік. Лише тоді громадське господарство і село були повністю електрифіковані.
Машинно-тракторний парк колгоспу поповнився новою сільськогосподарською і транспортною технікою. 1970 року тут налічувалося 36 тракторів, 8 зернових комбайнів, 24 вантажні автомашини.
У 1950—1969 роках збудовано 7 корівників, 6 телятників, 6 свинарників, 2 вівчарні. Тут утримувалося 1546 голів великої рогатої худоби (в тому числі 546 корів), понад 1000 свиней, близько 800 овець.
За 3 км від Нігина розташовувалися кар'єри вапнякового каменю і сортувальна фабрика Нігинського кар'єроуправління «Сахкамінь». 1970 року вони дали цукровій, а також будівельній промисловості 920 тис. тонн вапнякового каменю, 80 тис. тонн щебеню, 25 тис. тонн вапна.
З 1955 до 1970 року тут споруджено 238 і капітально перебудовано 139 будинків. Дві головні вулиці було забруковано, територія, що примикає до сільських установ, заасфальтована. 1970 року в центрі села закладено парк.
У 1958 році Нігинську семирічну школу перетворено на середню, у ній навчається 325 учнів. До Жовтневої революції в селі було лише 2 вчителі, тепер їх — 28. При школі відкрито консультаційний пункт Кам'янець — Подільської заочної середньої школи. Переважна більшість нігинців мали середню та восьмирічну освіту. З села вийшло три художники, 16 медичних працівників, 15 агрономів, 27 інженерів і техніків, 49 вчителів.
1956 року в селі споруджено будинок культури із залом на 350 місць, була стаціонарна кіноустановка, бібліотека з книжковим фондом близько 9 тис. книг. При клубі працював гуртки художньої самодіяльності: хореографічний, музичний, драматичний.
У 1961 року — створено народний музей. Вчителі та учні місцевої школи зібрали понад 600 цікавих експонатів, що висвітлюють історію села.
З 1991 року в складі незалежної України.
13 серпня 2015 року, в ході децентралізації та об'єднання сільських рад, село увійшло до складу Гуменецької сільської громади. Об'єднання в громаду мало на меті створити умови для формування ефективної і відповідальної місцевої влади, яка зможе забезпечити комфортне та безпечне середовище для проживання людей.

## Населення
За переписом населення України 2001 року в селі мешкало 1351 особа.
Станом на 1 січня 2010 року населення становить 1275 осіб.
| Вікові категорії населення | Станом на 01.01.2009 | Станом на 01.01.2010 |
| -------------------------- | -------------------- | -------------------- |
| Всього:                    | 1309                 | 1275                 |
| Діти дошкільного віку      | 80                   | 80                   |
| Діти шкільного віку        | 179                  | 152                  |
| Громадяни пенсійного віку  | 466                  | 457                  |

### Мова
У селі поширені західноподільська говірка та південноподільська говірка, що відносяться до подільського говору, який належить до південно-західного наріччя.
100 % населення вказало своєю рідною мовою українську мову, за даними перепису 2001 року.

## Охорона природи

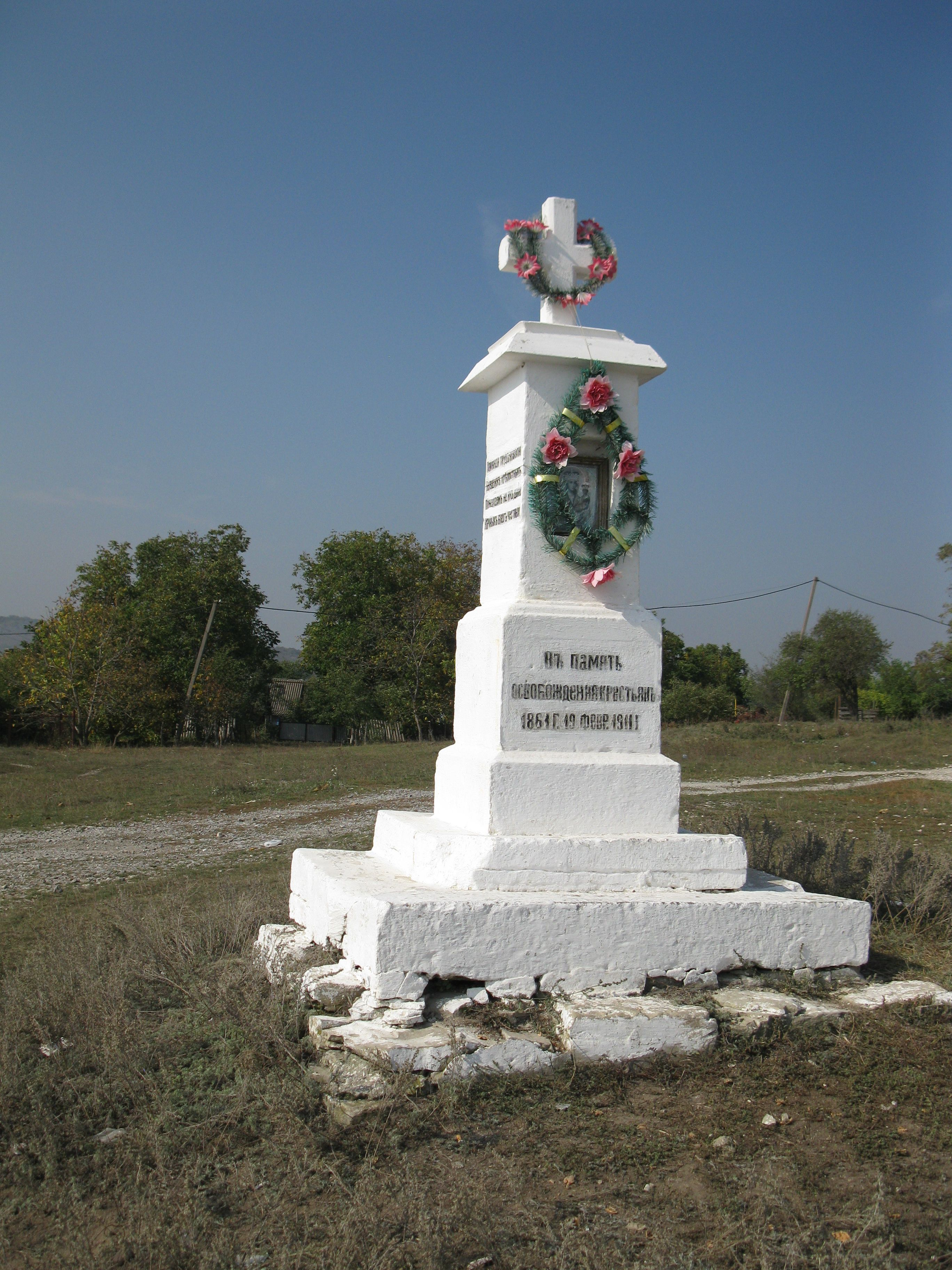
Пам'ятний знак на честь відміни кріпацтва

Село розташоване у межах національного природного парку «Подільські Товтри».
- Циківський заказник — ландшафтний заказник загальнодержавного значення.
- Нігинська товтра — ботанічний заказник.
- Товтри Садова та Деренова — ботанічний заказник.
- Залучанська печера — геологічна пам'ятка природи місцевого значення.

## Спорт
Село має аматорську футбольну команду «Товтри» (Нігин), яка періодично грає чемпіонаті Кам'янець-Подільського району з футболу.

## Особистості

### Уродженці села
- Гаврилюк Юхим Семенович — український скульптор-керамік, художник по порцеляні.

### Проживали, перебували
- Маврицій Гославський — польський поет, представник «української школи» в польськомовній літературі, учасник польського повстання 1830—1831 років.

## Галерея

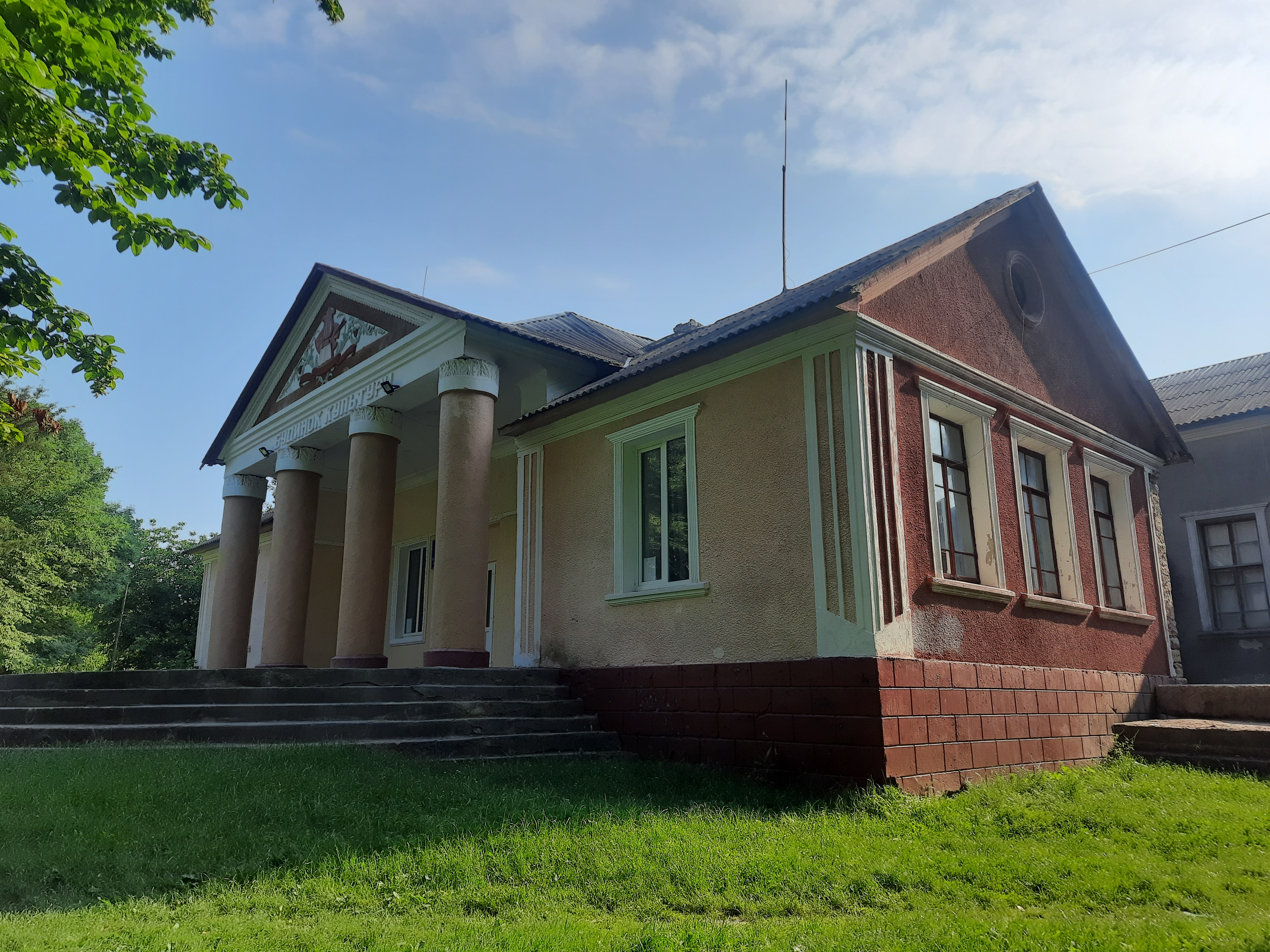
Будинок культури
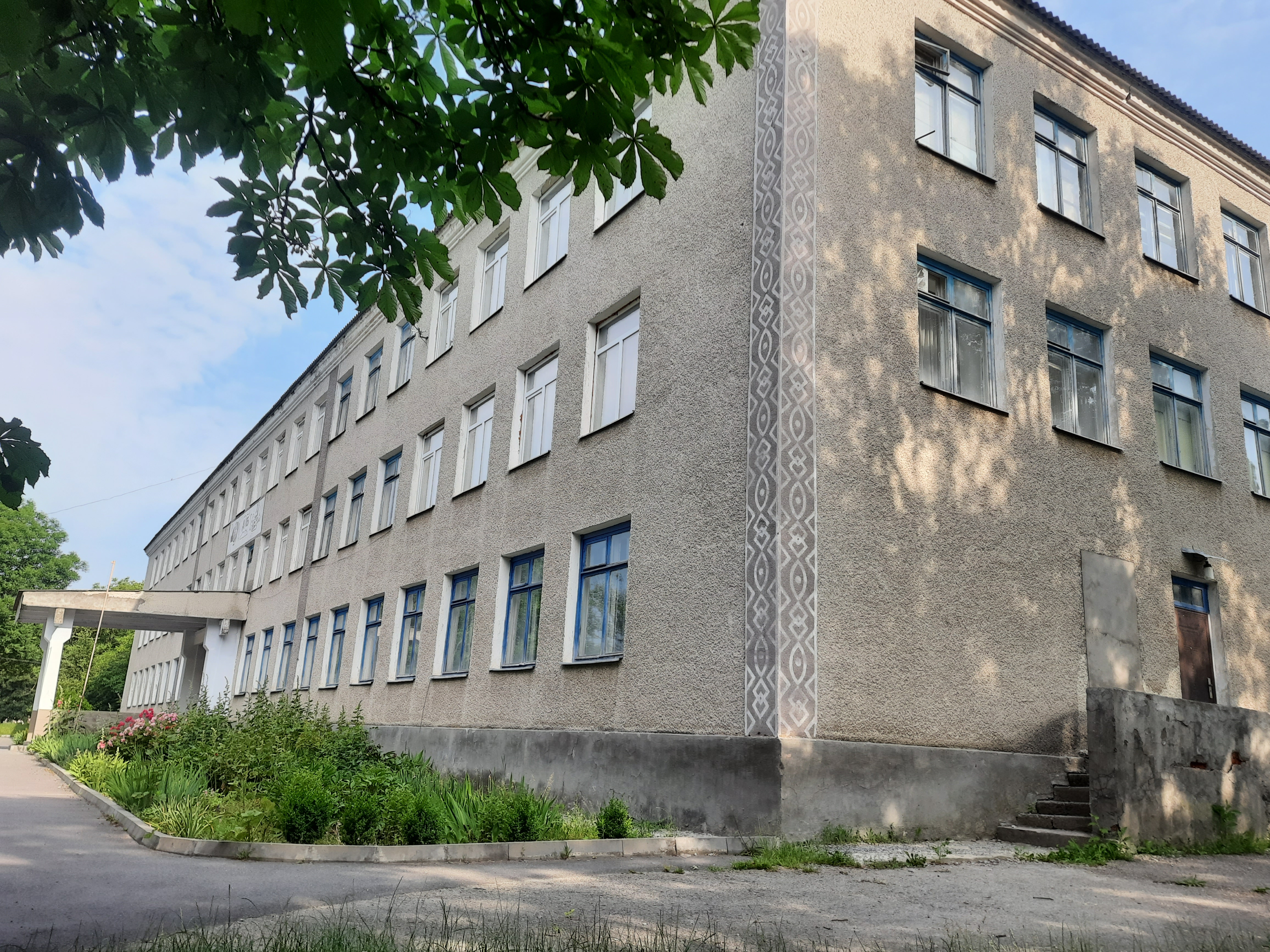
Школа
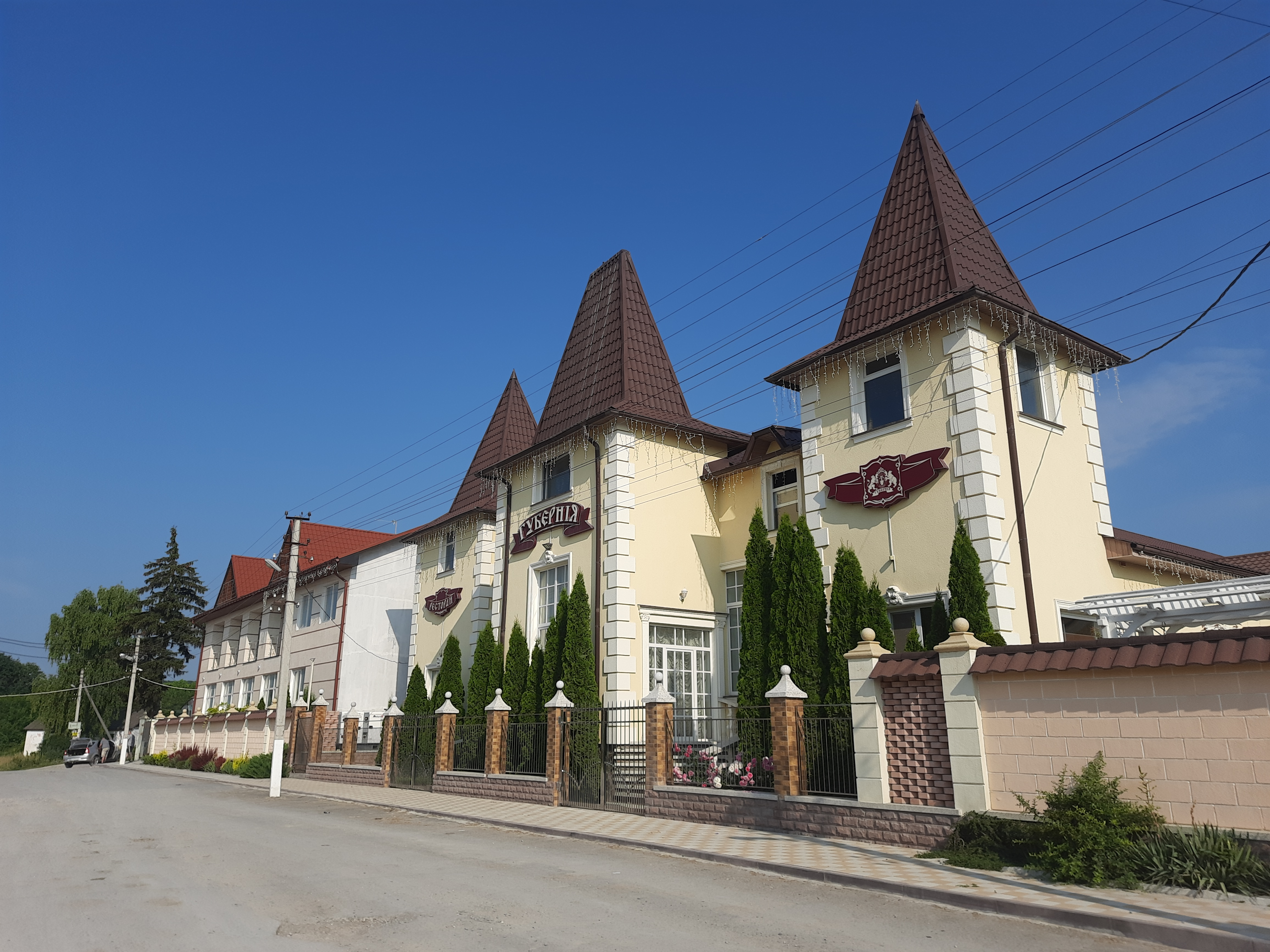
Центр села
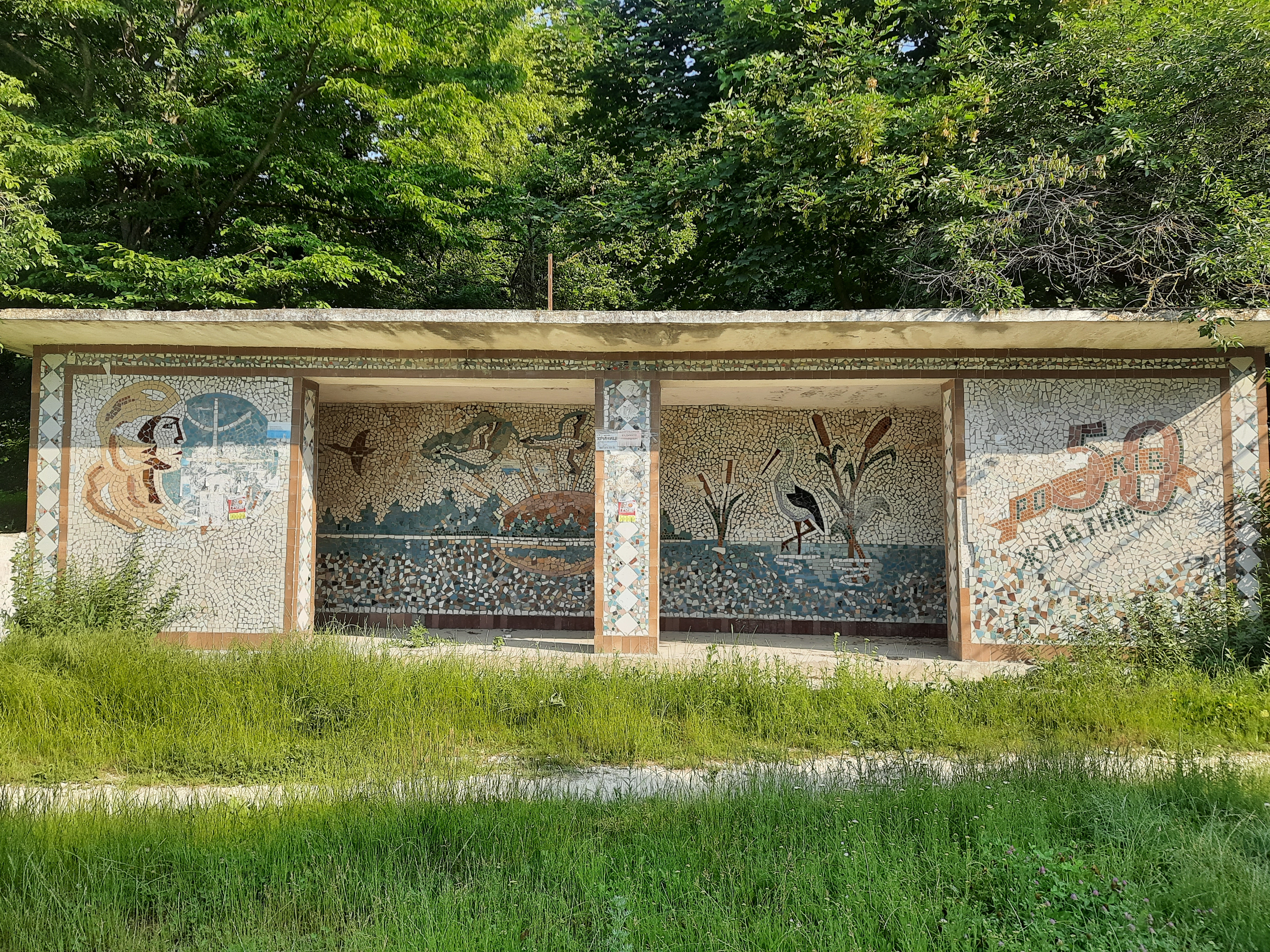
Автобусна зупинка
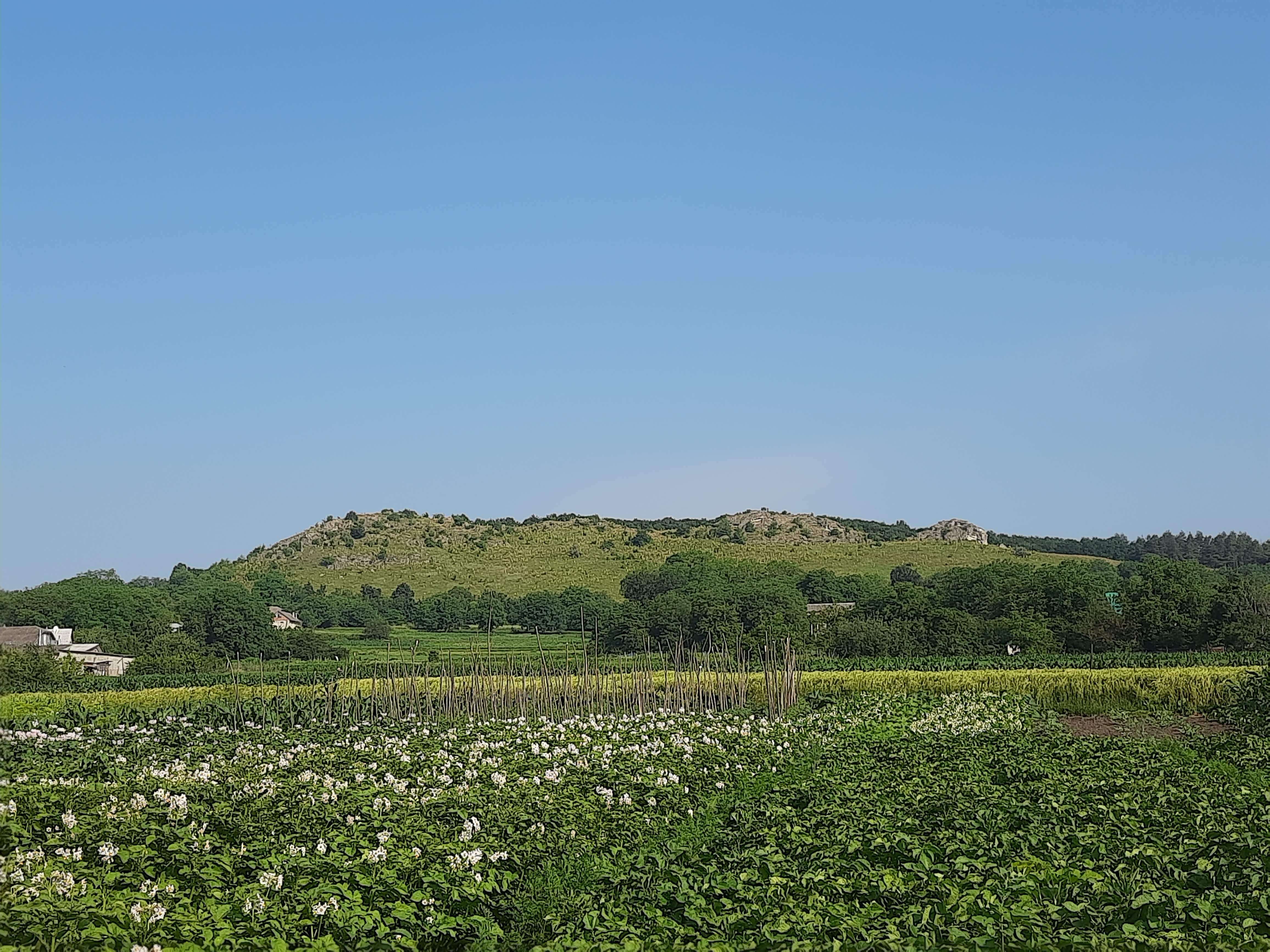
Краєвиди Нігина